# 영원의 제로
《영원의 제로》(일본어: 永遠の0 에이엔노제로[*])는 일본의 극우작가 햐쿠타 나오키에 의한 소설이자 이를 원작으로 한 만화, 영화 작품이다.

## 작품 개요
방송 작가로 《탐정! 나이트 스쿠프》등 을 집필한 햐쿠타의 데뷔작으로, 제2차 세계 대전에 참전한 아버지와 친척의 영향을 받아 집필하였다. 처음에는 원고를 제출한 여러 출판사에게 거절당하였으나 2006년 하위문화계열 출판사 오타출판을 통하여 새로 발표되었다.
2009년 고단샤를 통해 문고본으로 발매되었으며, 그 후 화제를 일으키며 2012년 10월 15일자 오리콘 책(도서) 랭킹 문고부문에서 역대 13번째 밀리언셀러가 되었다. 2013년 8월에는 254만 부가 팔린 미나토 가나에의 《고백》을 제치고 문고부문 판매량 1위를 기록하였고, 역대 타이틀에서 300 만부 이상은 오리콘 책 전 부문의 만화 부문에서 《ONE PIECE》(51권부터 70권까지 총 20편까지 기록)에 이어 사상 2번째의 기록이다. 같은 해 12월 문고본 판매 부수가 300만 부를 돌파하였다.
2010년부터 2012년에 걸쳐 하타노 소이치의 작화로 만화판이 간행되었고, 2013년 12월에 일본에서 영화가 개봉되었다. 2015년에는 텔레비전 드라마가 방송 될 예정이다.

## 서적 정보
단행본
- 《영원의 제로》오타 출판, 2006년 8월 23일, 448 페이지. ISBN 4-7783-1026-8 .

단행본
- 《영원의 제로》 코단샤 <코단샤 문고> 2009년 7월 15일, 590 페이지. ISBN 978-4-06-276413-1.
  - 코다마 키요시 에 따른 13 페이지의 설명을 수록.

만화 판
- 후타바샤 "만화 액션" 지상에서 2010년 1월부터 2012년 2월까지 연재되었다. 작화는 하타노 소이치."액션 코믹스"에서 전 5권이 출판되고 있다.

- 《영원의 제로》 제1권, 후타바샤 2010년 7월 28일. ISBN 978-4-575-83796-4
- 《영원의 제로》 제2권, 후타바샤 2010년 11월 27일. ISBN 978-4-575-83839-8.
- 《영원의 제로》 제3권, 후타바샤 2011년 7월 28일. ISBN 978-4-575-83934-0.
- 《영원의 제로》 제4권, 후타바샤 2011년 11월 28일. ISBN 978-4-575-83994-4
- 《영원의 제로》 제5권, 후타바샤, 2012년 4월 28일. ISBN 978-4-575-84065-0.

## 텔레비전 드라마
TV 도쿄 개국 50주년 특별 기획으로 2015년 3일 밤 연속에 걸쳐 방송 될 예정이다.

### 출연진
- 미야베 큐조 - 무카이 오사무
- 카게우라 카이잔 - 오노에 마츠야

### 제작진
- 감독 : 사사키 아키미츠
- 각본 : 사쿠라이 타케하루
- 프로듀서 : 오카베 신지
- 제작 : TV 도쿄, 테레팟쿠

## 본작에 대한 찬반
2013년 12월 현재 누계 판매 부수는 약 480만부로 출판 당시의 독자들은 60대 이상 남성이 대부분이였지만, 독자층이 점차적으로 확산되어 2013년 이후 특히 10대·20대 독자도 증가했다. 영화화를 포함해 점차 보급되면서 이 작품에 대한 반향이 일어나, 아베 신조를 시작해 정계, 연예계, 법조계, 스포츠계의 유명 인사들이 거론을 한것과 동시에 미디어에서 비판도 화제가 되었다. 그 대부분은 "특공을 미화하고 있다"거나 "전쟁 찬양"이라는 비판으로, 이에 대해 저자인 햐쿠타 나오키는 자신의 트위터 등으로, "자신은 《영원의 제로》로 특공을 단호히 부정했다"라며 "전쟁을 긍정한 적은 한 번도 없다"라고 말했다. 주제는 "산다는 것"과 "전쟁을 극복하자는 것"이라고 말하고 있어, 본작 중에서는 특공대원이 되는 주인공과 등장 인물들의 삶과 함께 각각의 시점에서 군 상층부의 전략과 제로 전쟁에 의문 개전의 경위에 대해 매스 미디어의 지적 등이 이루어지고 있다.
그 외에 일본의 영화 감독 이즈츠 카즈유키는 자신의 라디오 쇼에서 "보았다는 것을 기억에서 지우고 싶어지는 영화"라며 주인공의 인물상에 대해서도 "그럴 리가 없다"고 주장했다. 스토리 나 등장 인물이 존재하지 않는데, 있을 수 없는 내용으로 특공대를 미화하고 있다고 비난했다. 잡지 「영화 비보」주최의 최악의 영화를 뽑는 영화 워스트 랭킹 "HIHO 하쿠사이 어워드"에서 다른 2작품과 함께 2013년의 10위에 랭크 되었다. 미국 해군 협회는 2014년 4월 14일에 게재한 기사 "Through Japanese Eyes : World War II in Japanese Cinema (일본인의 눈에 비친 "영화 속 2차 세계 대전")"에서 최근 일본의 전쟁 영화에 대해 "전쟁의 유래를 제대로 이해하지 않고 일본을 침략자가 아니라 피해자로 묘사하고 있다", "전쟁 미화, 수정주의의 경향이 강해지고 있다"고 비판했다. 그 예로서 본작을 말하고 있다.